# Rosato Rosati

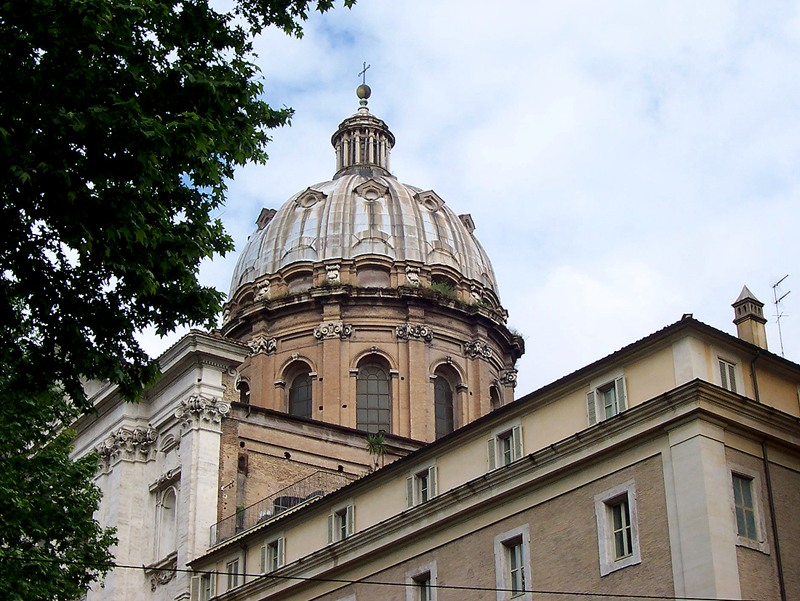
Kupolen, San Carlo ai Catinari.

Rosato Rosati, född 1559 i Montalto delle Marche, död 1622 i Macerata, var en italiensk arkitekt under ungbarocken.
Rosati är mest känd för att ha ritat kyrkan San Carlo ai Catinari (1612–1620) i Rom. Den höga kupolen i tolv sektioner reser sig över korsmitten. Kupoltamburen avdelas av pilasterkluster och höga rundbågefönster. Mezzaninvåningen ovanför kupolens kornisch är särskilt artikulerad genom segmentbågar. Vid en jämförelse med kupolen på Sant'Andrea della Valle av Carlo Maderno har Rosatis kupol tydligare betoning på mezzaninen och lanterninen är proportionellt sett högre.